# Jordan Leopold
Jordan Leopold (né le 3 août 1980 à Golden Valley dans l'État du Minnesota aux États-Unis) est un joueur de hockey sur glace professionnel américain.

## Biographie

### Carrière en club

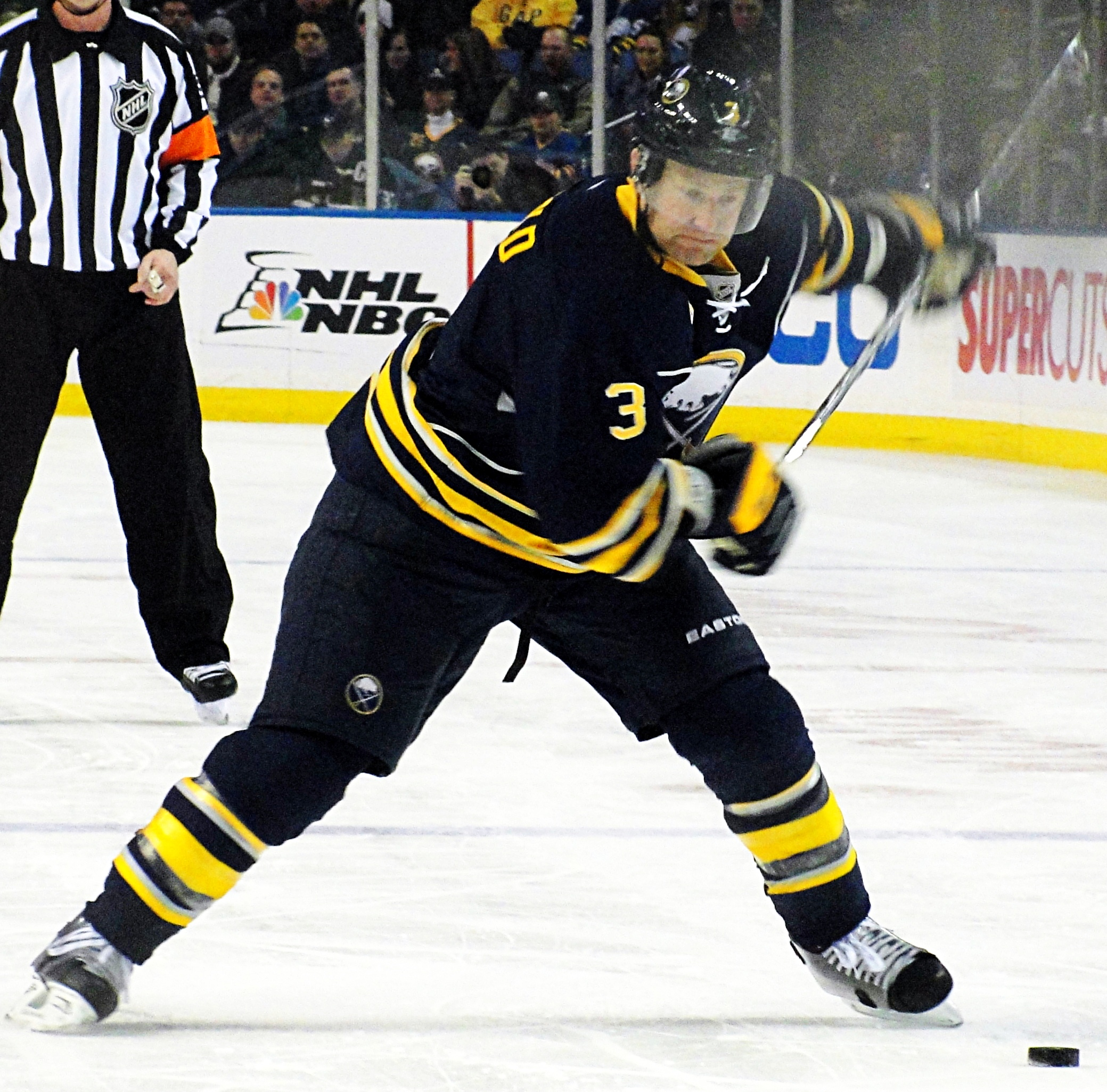
Leopold avec les Sabres en février 2012.

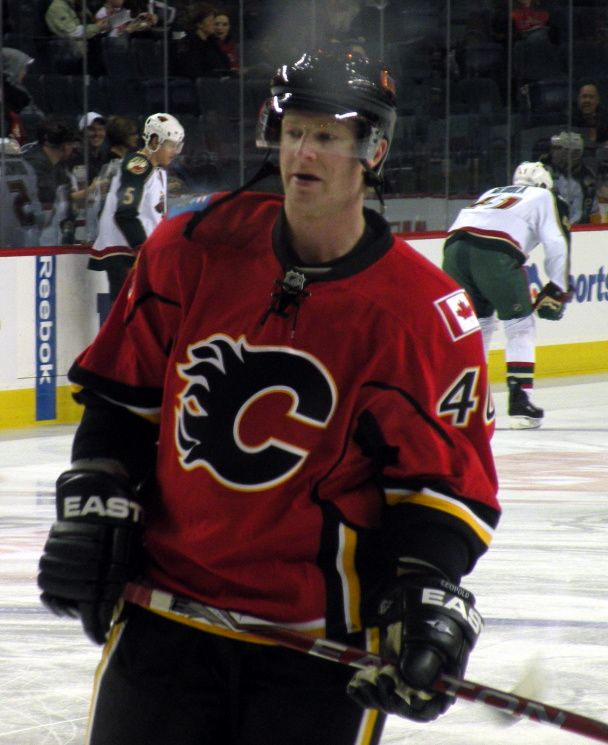
Leopold avec les Flames en 2009.

Il commence sa carrière en 1997 avec l'équipe des États-Unis dans l'USHL. De 1998 à 2002, il joue avec l'Université du Minnesota en NCAA (Minnesota Golden Gophers). Il remporte en 2002 le trophée Hobey Baker remis au meilleur joueur de la NCAA.
Il est choisi en 1999 au cours du repêchage d'entrée dans la Ligue nationale de hockey par les Mighty Ducks d'Anaheim au deuxième tour, au 44e rang. Au début de la saison 2002-2003, il joue trois matchs avec les Flames de Saint-Jean en Ligue américaine de hockey (LAH), puis est appelé par les Flames de Calgary en Ligue nationale de hockey (LNH), avec qui il joue jusqu'en 2006. Au début de la saison 2006-2007, il rejoint l'Avalanche du Colorado. Le 4 mars 2009, il est échangé au Flames de Calgary en retour de Lawrence Nycholat, Ryan Wilson et d'un choix de deuxième ronde au repêchage de 2009.
Le 27 juin 2009, il est échangé avec un choix de troisième ronde en 2009 aux Panthers de la Floride. Le 1er mars 2010, il est envoyé aux Penguins de Pittsburgh contre un choix de deuxième ronde au repêchage 2010.
Le 1er juillet 2010, il signe en tant qu'agent libre avec les Sabres de Buffalo.
Durant la dernière année de son entente de trois saisons avec ceux-ci, pendant la saison écourtée, le 30 mars, il est échangé aux Blues de Saint-Louis en retour d'un choix de deuxième tour ainsi qu'un choix conditionnel de cinquième tour au repêchage de 2013.

### Carrière internationale
Il représente les États-Unis lors des compétitions internationales depuis 1999.
- Championnat du monde junior
  - 1999
- Championnat du monde
  - 2002, 2003, 2005
- Jeux olympiques d'hiver
  - 2006 à Turin en Italie

## Statistiques
| Saison     | Équipe                      | Ligue      |     | Saison régulière | Saison régulière | Saison régulière | Saison régulière | Saison régulière |   | Séries éliminatoires | Séries éliminatoires | Séries éliminatoires | Séries éliminatoires | Séries éliminatoires |
| Saison     | Équipe                      | Ligue      | PJ  | B                | A                | Pts              | Pun              | PJ               | B | A                    | Pts                  | Pun                  |                      |                      |
| 1997-1998  | États-Unis                  | USHL       | 19  | 2                | 4                | 6                | 6                | -                | - | -                    | -                    | -                    |                      |                      |
| 1998-1999  | Golden Gophers du Minnesota | NCAA       | 39  | 7                | 16               | 23               | 20               | -                | - | -                    | -                    | -                    |                      |                      |
| 1999-2000  | Golden Gophers du Minnesota | NCAA       | 39  | 6                | 18               | 24               | 20               | -                | - | -                    | -                    | -                    |                      |                      |
| 2000-2001  | Golden Gophers du Minnesota | NCAA       | 42  | 12               | 37               | 49               | 38               | -                | - | -                    | -                    | -                    |                      |                      |
| 2001-2002  | Golden Gophers du Minnesota | NCAA       | 44  | 20               | 28               | 48               | 28               | -                | - | -                    | -                    | -                    |                      |                      |
| 2002-2003  | Flames de Saint-Jean        | LAH        | 3   | 1                | 2                | 3                | 0                | -                | - | -                    | -                    | -                    |                      |                      |
| 2002-2003  | Flames de Calgary           | LNH        | 58  | 4                | 10               | 14               | 12               | -                | - | -                    | -                    | -                    |                      |                      |
| 2003-2004  | Flames de Calgary           | LNH        | 82  | 9                | 24               | 33               | 24               | 26               | 0 | 10                   | 10                   | 6                    |                      |                      |
| 2005-2006  | Flames de Calgary           | LNH        | 74  | 2                | 18               | 20               | 68               | 7                | 0 | 1                    | 1                    | 4                    |                      |                      |
| 2006-2007  | Avalanche du Colorado       | LNH        | 15  | 2                | 3                | 5                | 14               | -                | - | -                    | -                    | -                    |                      |                      |
| 2007-2008  | Avalanche du Colorado       | LNH        | 43  | 5                | 8                | 13               | 20               | 7                | 0 | 3                    | 3                    | 0                    |                      |                      |
| 2008-2009  | Avalanche du Colorado       | LNH        | 64  | 6                | 14               | 20               | 18               | -                | - | -                    | -                    | -                    |                      |                      |
| 2008-2009  | Flames de Calgary           | LNH        | 19  | 1                | 3                | 4                | 6                | 6                | 0 | 1                    | 1                    | 8                    |                      |                      |
| 2009-2010  | Panthers de la Floride      | LNH        | 61  | 7                | 11               | 18               | 22               | -                | - | -                    | -                    | -                    |                      |                      |
| 2009-2010  | Penguins de Pittsburgh      | LNH        | 20  | 4                | 4                | 8                | 6                | 8                | 0 | 0                    | 0                    | 2                    |                      |                      |
| 2010-2011  | Sabres de Buffalo           | LNH        | 71  | 13               | 22               | 35               | 36               | 5                | 0 | 1                    | 1                    | 4                    |                      |                      |
| 2011-2012  | Sabres de Buffalo           | LNH        | 79  | 10               | 14               | 24               | 28               | -                | - | -                    | -                    | -                    |                      |                      |
| 2012-2013  | Sabres de Buffalo           | LNH        | 24  | 2                | 6                | 8                | 14               | -                | - | -                    | -                    | -                    |                      |                      |
| 2012-2013  | Blues de Saint-Louis        | LNH        | 15  | 0                | 2                | 2                | 0                | 6                | 0 | 0                    | 0                    | 0                    |                      |                      |
| 2013-2014  | Blues de Saint-Louis        | LNH        | 27  | 1                | 5                | 6                | 6                | 6                | 0 | 1                    | 1                    | 2                    |                      |                      |
| 2014-2015  | Blues de Saint-Louis        | LNH        | 7   | 0                | 0                | 0                | 2                | -                | - | -                    | -                    | -                    |                      |                      |
| 2014-2015  | Blue Jackets de Columbus    | LNH        | 18  | 1                | 2                | 3                | 9                | -                | - | -                    | -                    | -                    |                      |                      |
| 2014-2015  | Wild du Minnesota           | LNH        | 18  | 0                | 1                | 1                | 8                | 9                | 0 | 0                    | 0                    | 0                    |                      |                      |
| Totaux LNH | Totaux LNH                  | Totaux LNH | 695 | 67               | 147              | 214              | 293              | 80               | 0 | 17                   | 17                   | 26                   |                      |                      |